# Hawker Siddeley HS 748
Lo Hawker Siddeley HS 748 è un bimotore turboelica medio di linea ad ala bassa, progettato dalla Avro verso la fine degli anni cinquanta come sostituto del Douglas DC-3, all'epoca impiegato diffusamente come aereo regionale.

Nel progetto, la Avro si concentrò sulle prestazioni, particolarmente sulla capacità di decollo e atterraggio da piste corte (STOL) e trovò un mercato specifico. Furono costruiti 380 velivoli dalla Hawker Siddeley, mentre uno sviluppo successivo dal nome BAe ATP, tentò di competere sul mercato con il de Havilland Canada Dash 8, ma fu prodotto solo in pochi esemplari.

## Sviluppo
Il progetto originale dell'Avro 748 venne avviato nel 1958, dopo la pubblicazione del drastico libro bianco della difesa del 1957 da parte del ministro britannico Duncan Sandys che portò alla chiusura della maggior parte dei programmi di aerei militari nel Regno Unito e indusse la Avro a rientrare sul mercato civile. All'epoca, il mercato del corto raggio era in gran parte dominato dal Vickers Viscount, così la Avro decise di progettare un aereo di linea regionale più piccolo nel disegno e in grado di sostituire i molti Douglas DC-3 che stavano giungendo alla fine del loro vita utile. La Avro non era l'unica società a vedere un potenziale mercato nella sostituzione dei DC-3 e infatti la Fokker portò avanti nello stesso periodo il concorrente Fokker F27. La Avro scelse di competere realizzando un velivolo con migliori prestazioni sulle piste corte, per consentire operazioni anche da aeroporti più piccoli.
Il primo aereo volò dallo stabilimento della Avro di Woodford il 24 giugno 1960 e due prototipi diedero subito dimostrazione delle ottime prestazioni nell'operare da piste corte. Furono prodotti 18 Avro 748 Series 1, il primo per la Skyways Coach-Air, ma la maggior parte per le Aerolíneas Argentinas. In questa fase, la denominazione autonoma "Avro" all'interno della Hawker Siddeley Group venne a terminare e il modello fu in seguito noto come HS 748.
La Series 2 entrò in produzione nel 1961, caratterizzata da un maggiore peso massimo al decollo e venne prodotta in 198 esemplari, rendendo il velivolo uno dei progetti britannici più di successo nel dopoguerra. Seguì una versione potenziata Series 2A con 71 aerei prodotti cui fecero seguito altri 25 velivoli ulteriormente modificati designati Series 2B.
I "Series 1" e "Series 2" dell'HS 748 furono prodotti su licenza in India dalla Hindustan Aeronautics con il nome HAL-748. La HAL costruì 89 aerei, 72 per la Indian Air Force e 17 per la Indian Airlines Corporation.
La Hawker Siddeley divenne parte della British Aerospace a metà degli anni 70 e il Series 2B ne rappresentava il modello di punta in produzione.
Gli ultimi HS 748 furono realizzati allo standard "Super 748" dotati di una versione silenziata dei motori Rolls-Royce Dart nel 1987.
Nella stesura dei piani di volo, il designatore da utilizzare secondo le normative ICAO resta A748.

### Varianti militari
L'HS 748 è stato realizzato anche in varianti militari di successo.
- La Royal Air Force richiese una variante denominata Hawker Siddeley Andover C1 modificata con piani di coda più alti per consentire l'installazione di una rampa posteriore. Il carrello d'atterraggio era dotato di un dispositivo in grado di far abbassare il velivolo a terra per agevolare le operazioni di carico e scarico.
- La Avro finanziò con i propri fondi una versione per pattugliamento marittimo denominata Coastguarder e la presentò nel 1981 alla competizione internazionale tra forze aeree "Sea Search '81" che si teneva nell'ambito dell'International Air Tattoo. La gara comprendeva dimostrazioni della capacità di individuare un faro, una nave da pesca in difficoltà, un battellino di salvataggio e un periscopio di sottomarino.[2] Contrariamente alle previsioni, il 748 Coastguarder vinse la gara, malgrado la concorrenza di equipaggi militari esperti che impiegavano velivoli operativi. Nonostante il risultato, la Avro non ricevette nessun ordine e di conseguenza cancellò il programma[3].
- I velivoli costruiti in India, vennero realizzati in parte per essere venduti alla Indian Air Force e modificati per ricoprire una grande varietà di ruoli, compreso un prototipo con un grande radome da utilizzare come radar volante (Airborne Early Warning) noto come Airborne Surveillance Platform (ASP).

Gli ultimi 20 esemplari costruiti per l'aeronautica militare indiana, denominati Series 2M, vennero modificati con un portellone di carico più grande.

## Utilizzatori

### Civili
A tutto agosto 2007, rimangono in attività un totale di 59 Avro 748. Gli operatori attuali sono:
 Bangladesh
- Best Air (2)
- Bismillah Airlines (1)
- Z Airways (1)

 Camerun
- Cameroon Airlines (1)

 Canada
- Air Creebec (4)
- Air Inuit (4)
- Air North (4)
- Calm Air (6)
- First Air (3)
- Wasaya Airways (5)

 RD del Congo

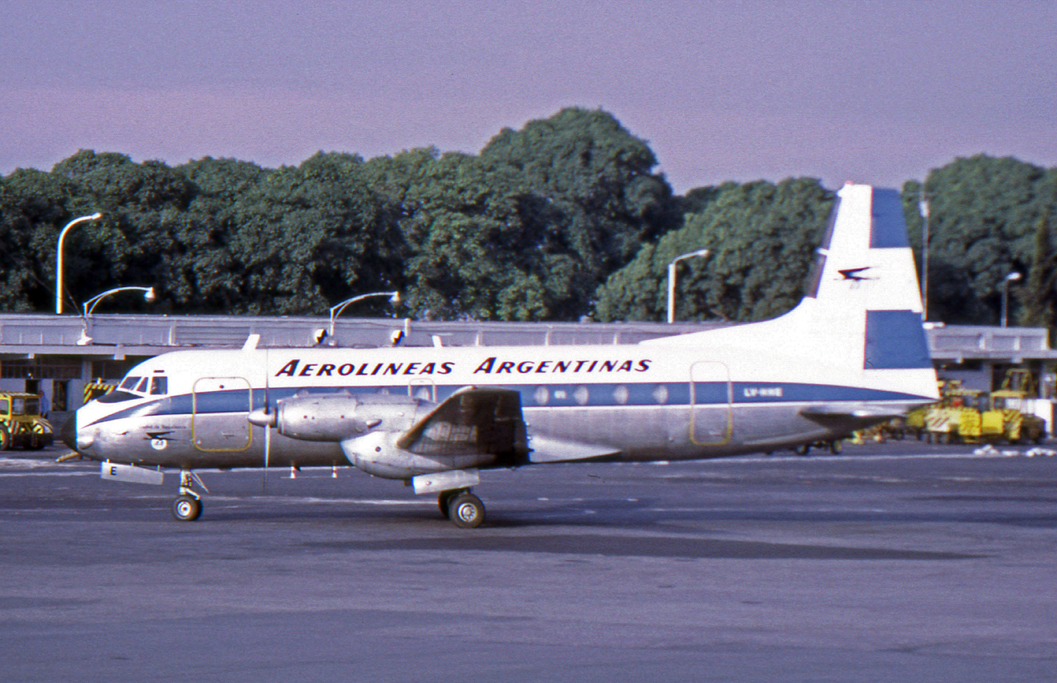
HS 748 (LV-HHE), Aerolineas Argentinas, 1972

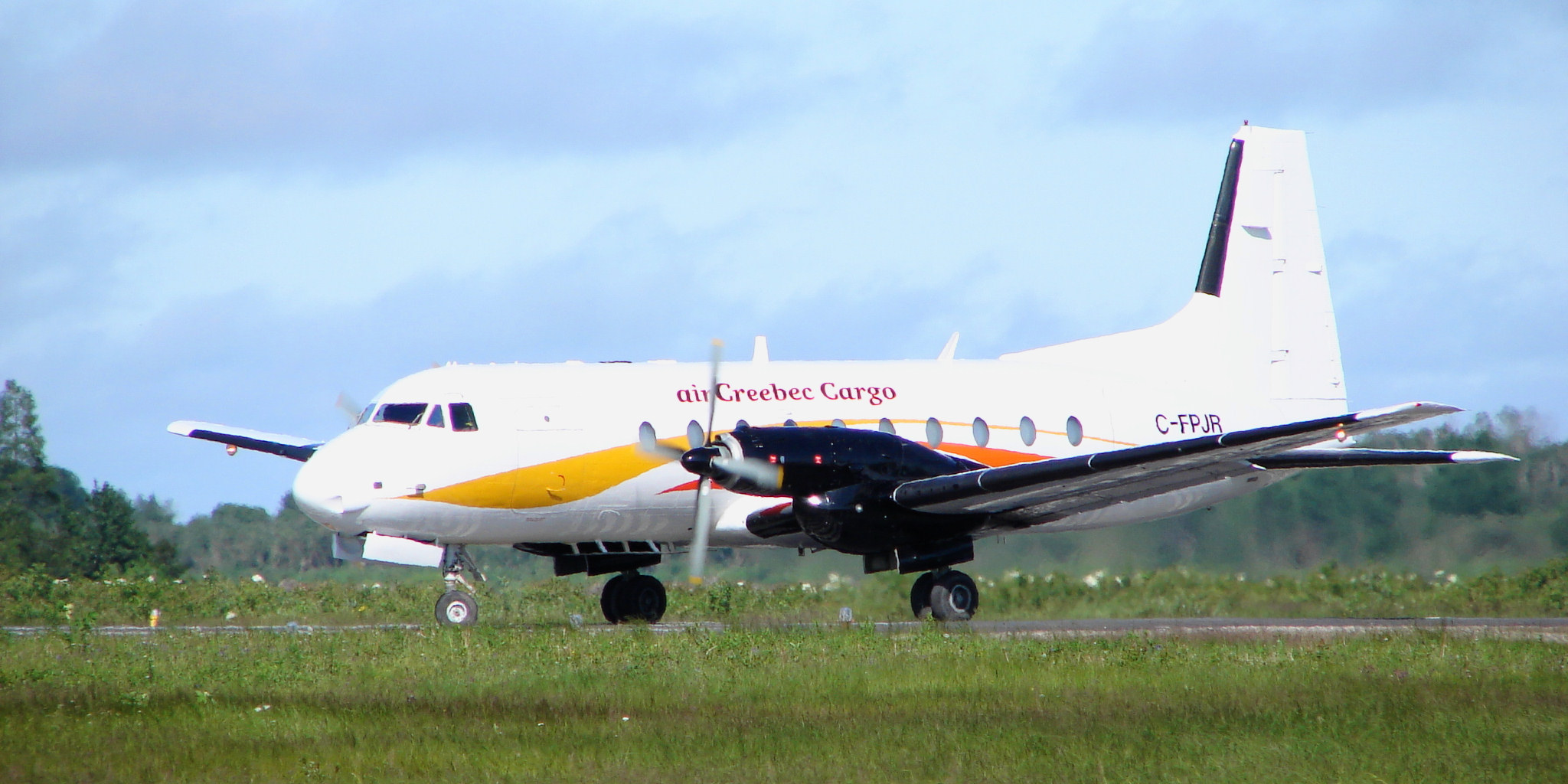
HS 748 (C-FPJR), Air Creebec

- International Trans Air Business (1)

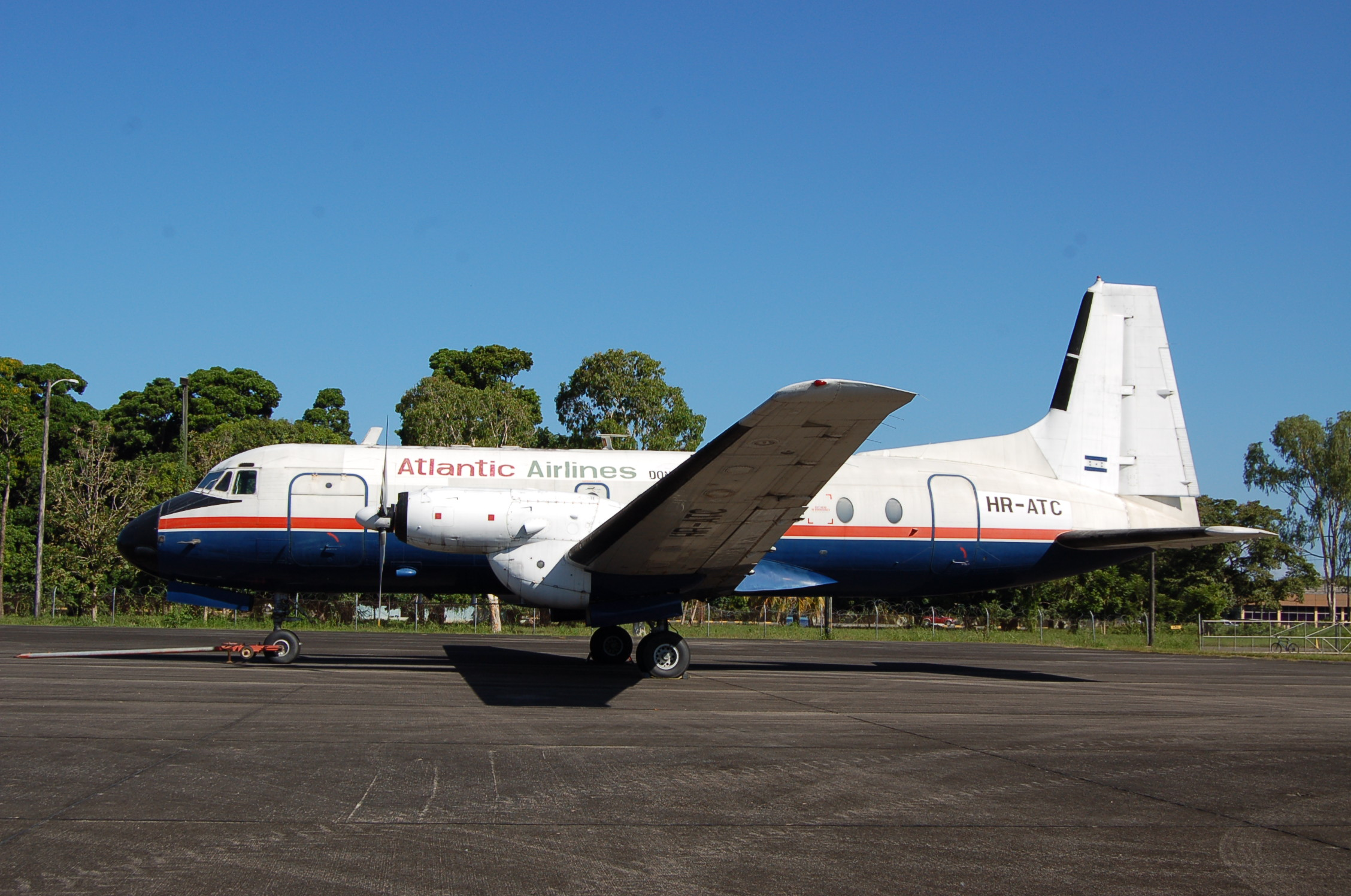
HS 748 (HR-ATC), Atlantic Airlines de Honduras

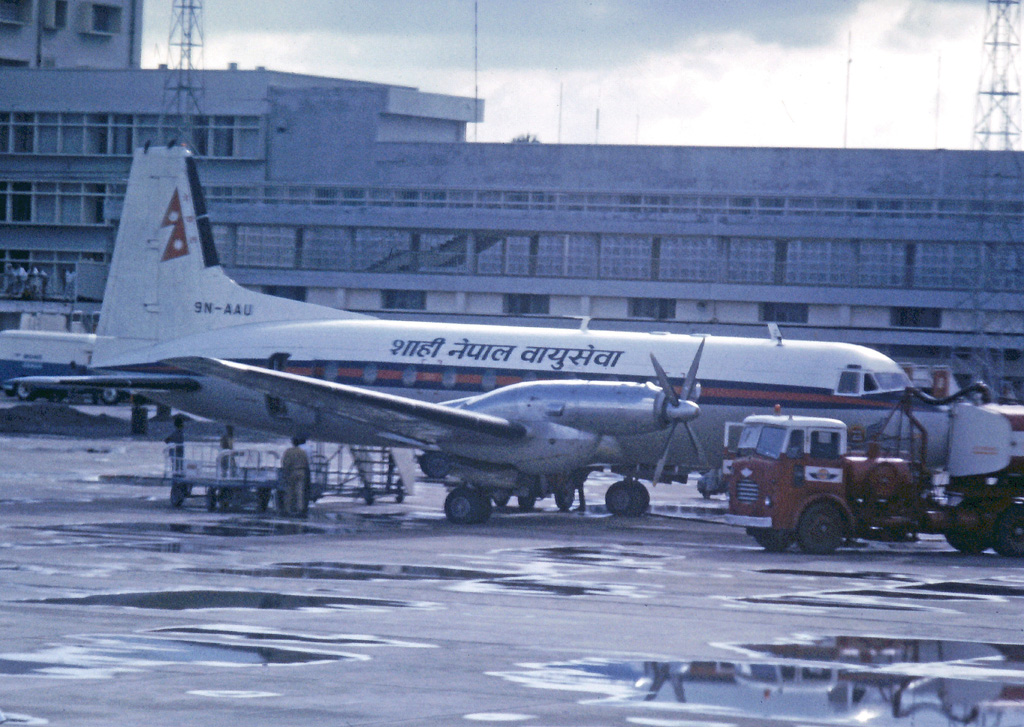
HS 748 (9N-AAU), Royal Nepal Airlines

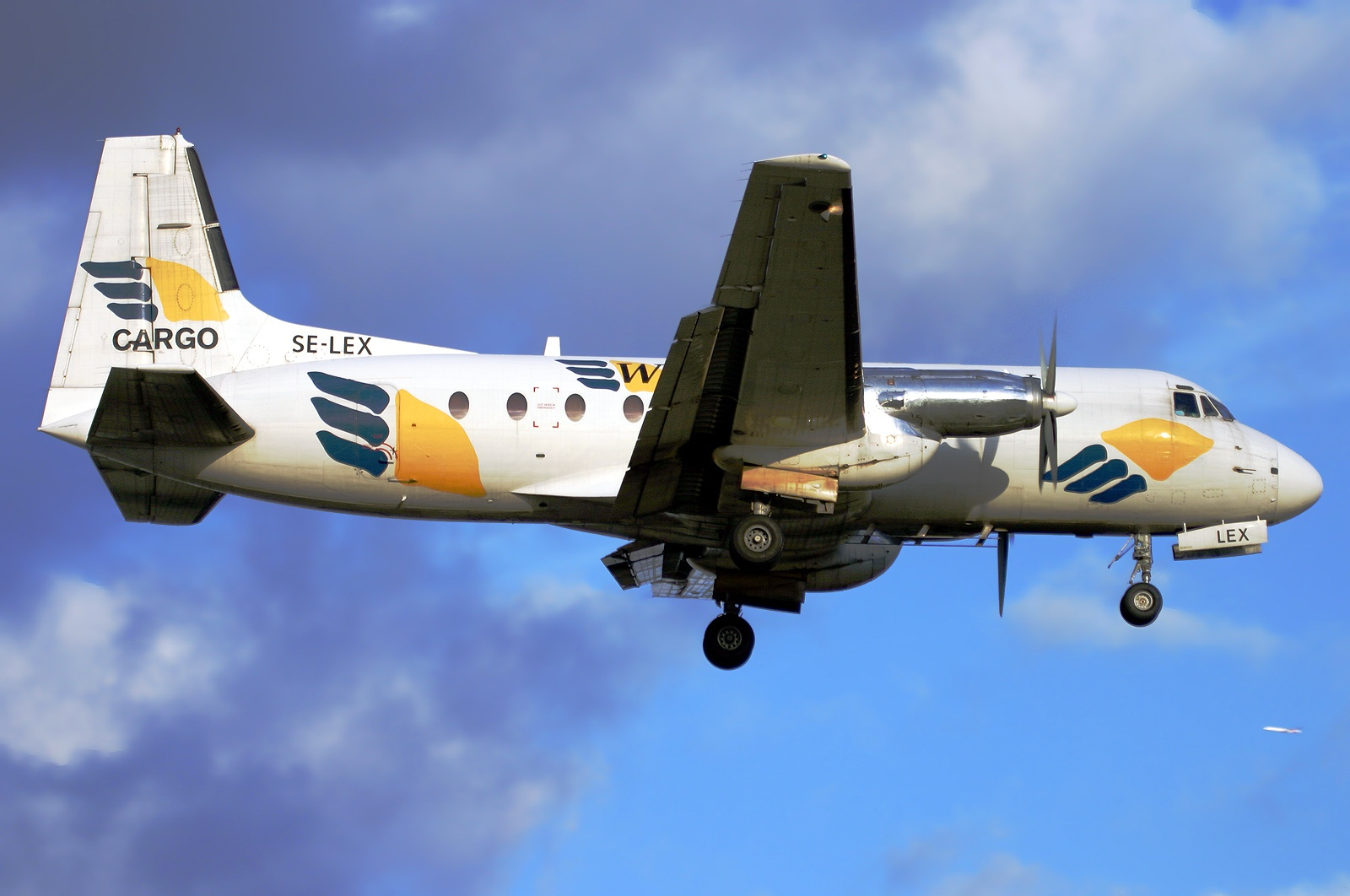
HS 748 (SE-LEX), West Air Sweden

- Trans Service Airlift (2)

 Comore
- Comores Aviation (2)

 Guinea
- Guinee Air Cargo (1)

 Honduras
- Atlantic Airlines de Honduras (1)

 Indonesia
- Bali Air (4)
- Bouraq Indonesian Airlines (2)
- Merpati (2)

 Kenya
- 748 Air Service (1)
- African Commuter Services (1)

 Nepal
- Royal Nepal Airlines (1)

 Norvegia
- Fred. Olsens Flyselskap (1)

 Sudafrica
- Executive Aerospace (5)
- Stars Away Aviation (2)

 Sri Lanka
- Aero Lanka (1)

 Svezia
- West Air Sweden (1)

 Regno Unito
- Janes Aviation (2)

### Militari

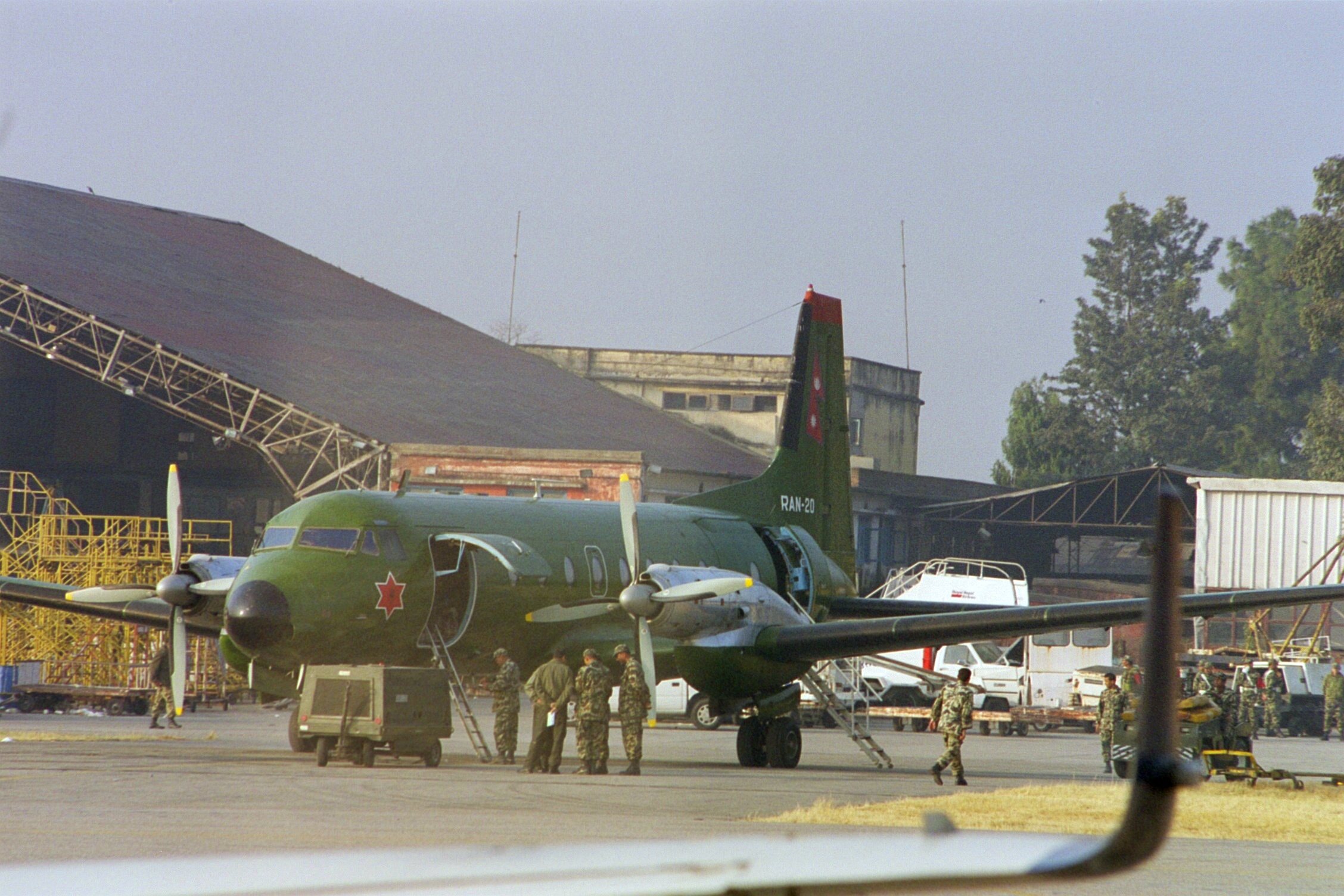
HS 748 del Royal Nepal Army Air Wing a Kathmandu

Argentina
- Fuerza Aérea Argentina

 Australia
- Royal Australian Air Force

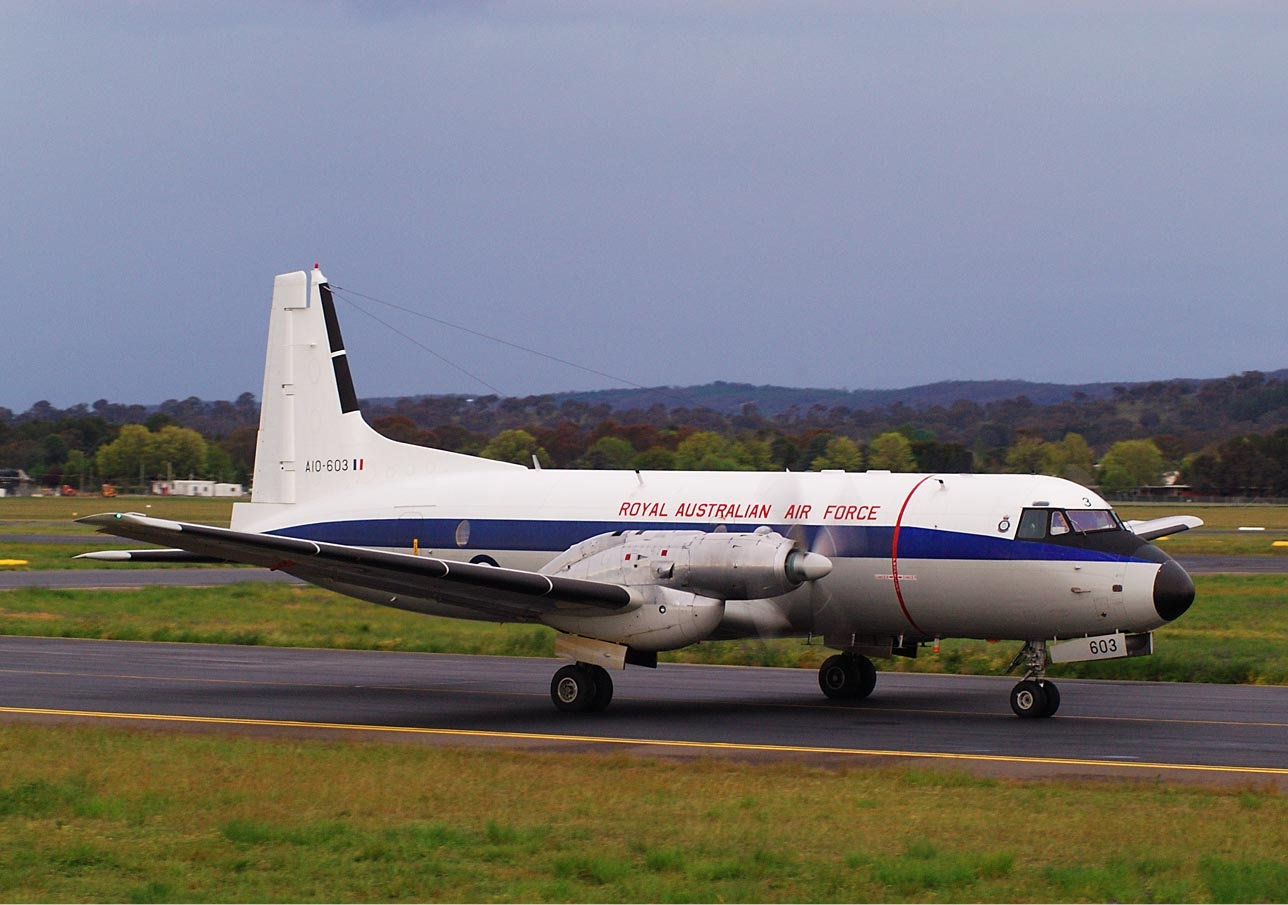
HS 748, RAAF

  - School of Air Navigation RAAF/No. 32 Squadron RAAF – aerei utilizzati in configurazione addestratore per navigazione utilizzati tra il 1968 e il 2004
  - No. 34 Squadron RAAF – aereo utilizzato in configurazione trasporto VIP tra il 1967 e il 1996
- Fleet Air Arm (RAN) – utilizzato tra il 1973 e il 2000
  - No. 723 Squadron RAN
  - No. 851 Squadron RAN

 Belgio

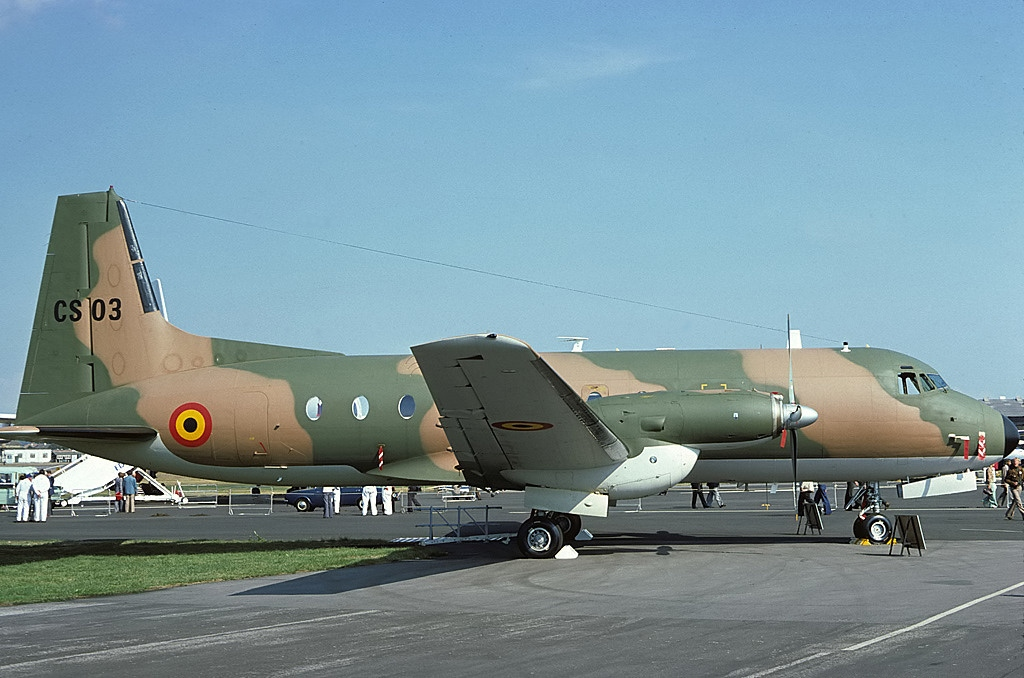
Hawker Siddeley HS 748, Composante air de l'armée belge

- Composante air de l'armée belge (3 in servizio dal 1976)
  - 21 Squadron

 Benin
 Brasile
 Brunei
 Burkina Faso
- Force Aérienne de Burkina Faso

2 HS-748-320 consegnati. 1 in servizio al maggio 2018.
 Colombia
 Ecuador
- Fuerza Aérea Ecuatoriana

 India
- Bhāratīya Vāyu Senā

60 HS 748-224 Srs.2 consegnati.
 Madagascar
 Nepal
 Corea del Sud
- Daehan Minguk Gonggun

data di entrata in servizio, aprile 1974.
 Sri Lanka
 Tanzania
- Jeshi la Anga la Wananchi wa Tanzania

 Thailandia
- Kongthap Akat Thai

 Regno Unito
- Royal Air Force

 Venezuela
 Zambia
- Zambia Air Force

1 HS 748-231 ricevuto il 21 giugno 1967, andato perso in un incidente il 26 agosto 1969. Un secondo HS 748-231 fu consegnato il 17 febbraio 1971 per rimpiazzare l'esemplare perso.